# Buzatu (cognome)
Buzatu è un cognome di origine rumena che si trova principalmente in Romania e nelle comunità rumene all'estero. È un cognome relativamente comune in Romania.

## Personalità notevoli
- Adina Buzatu (18 marzo 1977) è una designer di moda rumena.
- Gheorghe Buzatu (6 Giugno 1939 – 20 Maggio 2013), è stato un politico e storico rumeno.[1]
- Samir Buzatu (10 Gennaio 2004) è un programmatore rumeno.